# Kočerin
Kočerin är en ort i Bosnien och Hercegovina.   Den ligger i entiteten Federationen Bosnien och Hercegovina, i den södra delen av landet, 90 km sydväst om huvudstaden Sarajevo. Kočerin ligger 322 meter över havet och antalet invånare är 3 516.
Terrängen runt Kočerin är kuperad.Närmaste större samhälle är Široki Brijeg, 8,8 km öster om Kočerin. 
Omgivningarna runt Kočerin är en mosaik av jordbruksmark och naturlig växtlighet. Runt Kočerin är det ganska tätbefolkat, med 93 invånare per kvadratkilometer.